# 卤蕨

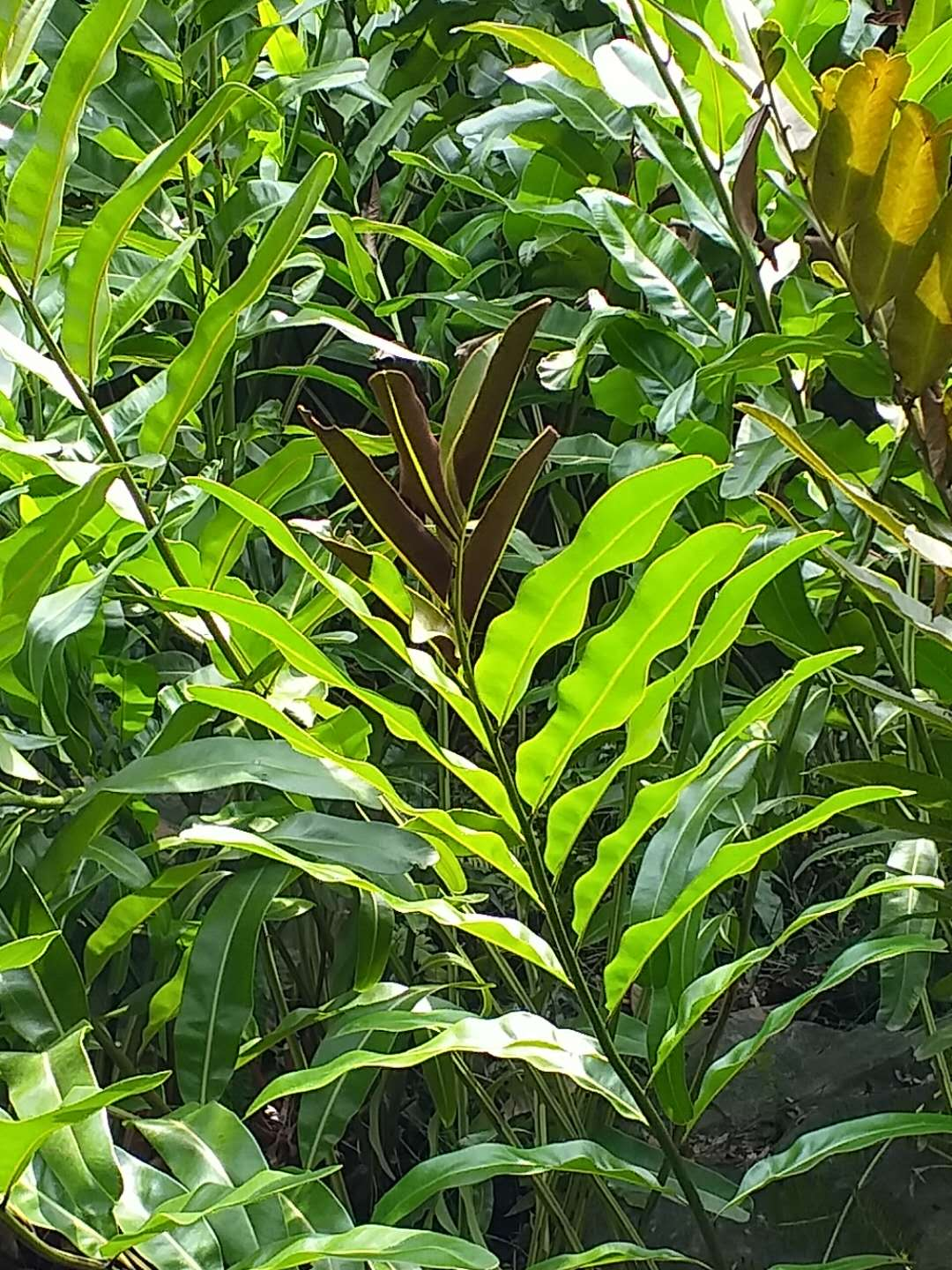
孢子葉

卤蕨（学名：Acrostichum aureum）为鳳尾蕨科卤蕨属下的一个种。泛生於世界熱帶與亞熱帶濱海地段。鹵蕨為台灣原生，1860至1880年代台北淡水曾有過採集記錄，現今僅見於墾丁國家公園的佳洛水、花蓮羅山與台東關山一帶，族群以羅山較大。為台灣優先保育植物。於大灣區台山鎮海灣国家濕地公園一帶属保育植物。
鹵蕨叢生，植株粗大直立，根部肥厚，為其主要特徵。高可達2公尺。鹵蕨孢子囊群全面著生，像細沙般著生在植株頂端的幾個葉片背面，有如砂紙。